# Lepa Brena
Lepa Brena, pseudonimo di Fahreta Jahić-Živojinović (Tuzla, 20 ottobre 1960), è una cantante bosniaca.
Cresciuta a Brčko in Bosnia ed Erzegovina, in seguito si trasferì a Belgrado, dove negli anni '80 entrò nel mondo della musica leggera, diventando una delle cantanti jugoslave più famose del periodo; è anche la proprietaria dell'etichetta discografica Grand Production.

## Carriera
Insieme al suo gruppo, gli Slatki Greh, ("Dolce Peccato"), Lepa Brena esordì nel 1982 con l'album "Čačak", di cui i brani "Čačak" e "Ljubi me, Omere" ebbero un immediato ed enorme successo. La grande intuizione di Brena e del suo gruppo fu di fondere la musica folk e tradizionale jugoslava con elementi della musica pop, aprendo la via alla nascita di quel genere tipicamente serbo prima e panbalcanico poi, chiamato Turbo-folk. In quello stesso anno, recitò nel film "Tesna koža 1".
Nel 1983 uscì il secondo album di Lepa Brena e Slatki Greh, "Mile voli disko": il brano omonimo ed altri pezzi come "Dama iz Londona" e "Duge noge" spopolarono quell'anno in Jugoslavia. Grande successo ebbe pure "Sitnije, Cile, sitnije" con cui partecipò alle selezioni per la partecipazione all'Eurovision Song Contest del 1983.
Il 1984 è l'anno della svolta sexy di Brena. Con l'album "Bato, Bato", la nuova immagine della cantante è quella di artista dotata anche di un corpo prorompente oltre che di voce: questa sarà l'immagine che l'accompagnerà negli anni a seguire. Sempre nel 1984 cantò, in duetto con Miroslav Ilić, la romantica "Jedan dan života" ma soprattutto "Živela Jugoslavija" (Lunga vita alla Jugoslavia). Quest'ultima le procurò le antipatie di quanti in Jugoslavia non erano più favorevoli all'unità del Paese né alla politica del governo socialista del Maresciallo Tito osannati, invece, nella canzone che fu eseguita, tra l'altro, in occasione dell'apertura dei giochi olimpici invernali di Sarajevo 1984. In quell'anno fu la protagonista dei film "Nema problema" e "Kamiondžije opet voze".
Negli anni successivi, Lepa Brena continuò ad accrescere la propria fama con altri brani memorabili, e rafforzò la sua immagine di sex symbol. Nel 1987 girò un altro film "Hajde da se volimo" (Amiamoci) in cui impersonava se stessa in tour per la Jugoslavia su uno scalcinato pullmino, inseguita da loschi figuri che volevano rapirla. Il film, un misto tra musical e commedia demenziale, ebbe un successo talmente enorme che diede origine a due successive pellicole "Hajde da se volimo 2" del 1989 e "Hajde da se volimo 3" del 1990: tutti e tre i film uscirono contemporaneamente ad altrettanti album musicali. "Hajde da se volimo" è, forse, il brano più famoso e conosciuto di Lepa Brena, è un po' il simbolo della sua attività musicale. La produzione artistica di questi anni, senza dimenticare i ritmi e le melodie tradizionali, si orientò maggiormente verso sonorità più moderne, più in linea con lo stile pop.
L'attività canora di Brena continuò ad inserirsi anche nell'àmbito politico. Dopo la contestata "Živela Jugoslavija" del 1984, nel 1988 cantò, in duetto con Alen Islamović, "Jugoslovenka" inserita nel film "Hajde da se volimo 2". Anche questa canzone ebbe una controversa riuscita: agli entusiasti sostenitori dell'unità jugoslava si contrapponevano i contrari e gli oppositori al regime.
Dopo l'album "Zaljubiška" del 1991, ci furono alcuni anni di silenzio. Durante le guerre che determinarono lo scioglimento della Jugoslavia, in particolare durante i Bombardamenti della NATO contro la Serbia, Brena andò a vivere negli Stati Uniti con suo marito, il tennista serbo Slobodan Živojinović. Tornata in Serbia, lanciò il singolo "Ja nemam drugi dom" (Non ho altra casa), insieme una struggente ode al primo figlio Stefan e un canto d'amore per la sua Patria ormai dissolta. Questa canzone, inserita nell'album omonimo, fu accolta entusiasticamente dal Popolo e dalle autorità della Serbia che stavano cercando, in quel periodo, di risollevarsi dagli eventi bellici. Nel 1995 e nel 1996 uscirono gli album "Kazna božija" e "Luda za tobom": di quest'ultimo, i pezzi "Luda za tobom" (Pazza di te) e "Ti si moj greh" (Sei il mio peccato) sono tra i più famosi di tutta la sua carriera.
Nel 2000, dopo altri anni di silenzio, si riunì al suo vecchio gruppo Slatki Greh e lanciò l'album "Pomračenje Sunca" (Eclissi di sole), una compilation di alcuni dei grandi successi del passato.
Una successiva raccolta dei suoi successi uscì nel 2004: si tratta di un doppio album, "The best of Lepa Brena" in cui sono raccolti i brani più importanti dall'inizio della sua carriera fino agli ultimi singoli.
Nonostante numerosi voci dessero per imminente l'uscita di un suo nuovo album per il 2006 e, poi, per il 2007, in questi due anni l'artista non ha prodotto nuova musica. In un'intervista ha affermato che ha sempre cantato per una Jugoslavia bella ed unita: benché abbia alcuni brani nuovi, essi sono ben lontani da ciò che ha sempre amato fare. Nel giugno del 2008, è finalmente uscito l'album "Uđi slobodno" (Entra Liberamente), una raccolta di brani in cui l'artista si distacca dai toni scanzonati di molte sue precedenti canzoni, per trattare i temi dell'abbandono, dell'amore e ella vita in genere, in modo più drammatico ed emotivo.
Nel 2011, Brena è tornata con l'album "Začarani krug" (Il cerchio magico) che comprende 9 brani. In questo lavoro vengono richiamati differenti stili musicali, dal melodico tipico della musica balcanica, con sonorità tradizionali della Serbia, alla musica dance. Le canzoni sono state scritte e musicate da diversi artisti del panorama musicale serbo contemporaneo, tra cui Željko Joksimović che ha composto la musica di due brani.
La fama di Lepa Brena è enorme in tutti i Paesi della ex Jugoslavia: l'amore per Brena travalica i confini degli Stati balcanici; anche oggi è ugualmente popolare e amata tanto in Serbia, sua patria di adozione, quanto in Bosnia, la sua terra natia, come pure in Croazia. Molto conosciuta è anche in tutti i Paesi dell'ex blocco socialista.

## Discografia
- Čačak, Čačak (1982)
- Mile voli disko (1982)
- Sitnije, cile, sitnije / Hej, najluđe moje
- Bato, Bato (1984)
- Pile moje (1984)
- Jedan dan života / Živela Jugoslavija (Brena & Miroslav Ilić)
- Voli me, voli (1985)
- Uske pantalone (1986)
- Hajde da se volimo (1987)
- Četiri godine (1988)
- Boli me uvo za sve (1990)
- Zaljubiška (1991)
- Ja nemam drugi dom (1994)
- Kazna božija (1995)
- Šta je bilo, bilo je (1996)
- Pomračenje sunca (2000)
- The Best Of - Dupli CD (2004)
- Uđi slobodno (2008)
- Začarani krug (2011)
- Izvorne i novokomponovane narodne pesme (2013)

## Filmografia
- Tesna koža (1982)
- Kamiondžije opet voze (1984)
- Nema Problema (1984)
- Hajde da se volimo (1987)
- Hajde da se volimo 2 (1989)
- Hajde da se volimo 3 (1990)